# Radar de tram

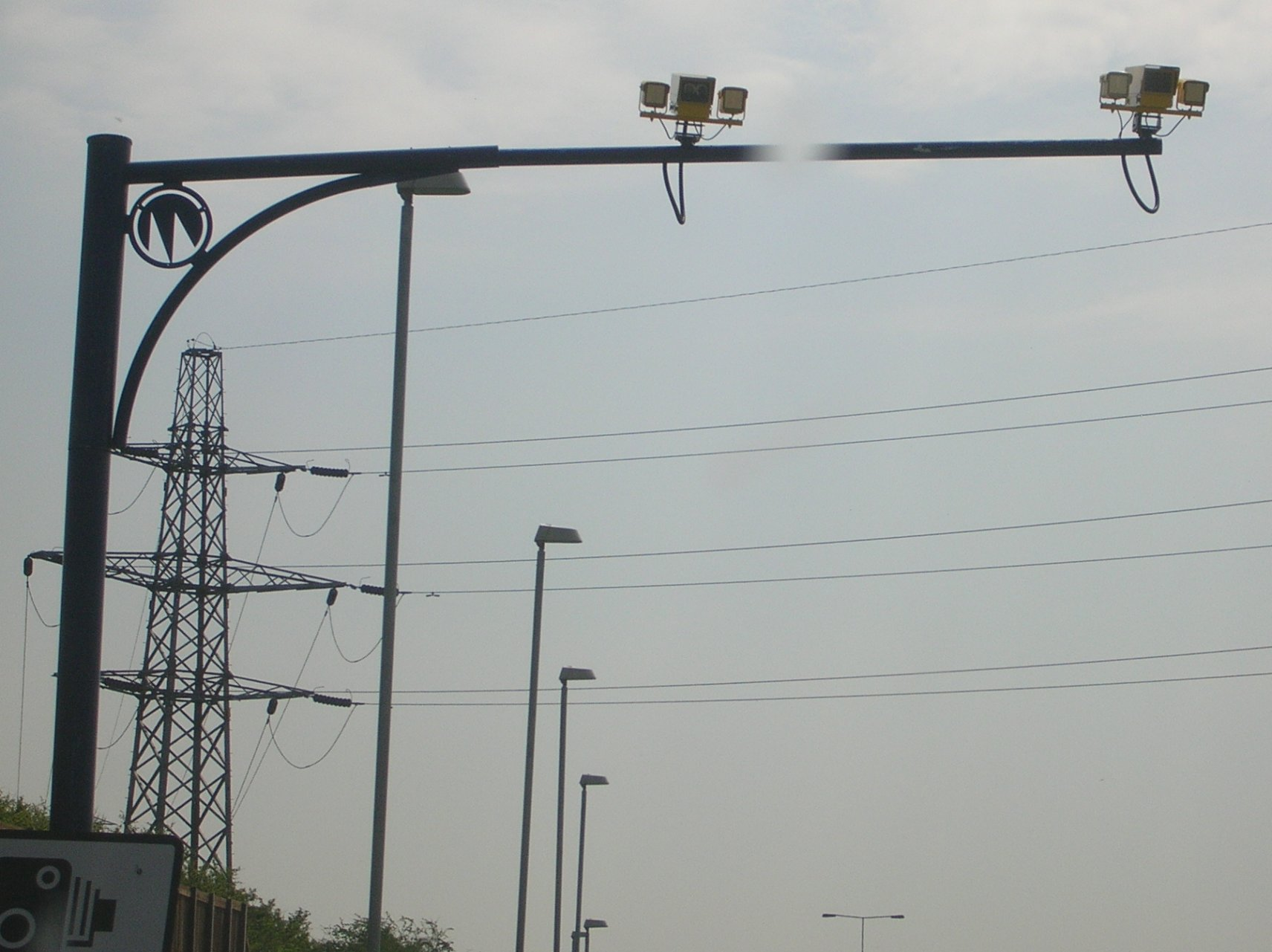
Càmeres de SPECS sobre una autopista

Un radar de tram o càmera SPECS és un sistema d'acotament de velocitat mitjana en un tram de carretera o autopista emprant un sistema de càmeres amb reconeixement de matrícula a l'inici i al final d'un tram amidat prèviament, cronometrant el temps que es triga en traspassar-lo. Té aquest nom, encara que les ones de Radar no hi intervenen, ja que és un procediment de cronometratge automatitzat semblant al sistema de cronometratge manual VASCAR emprat als EUA des dels anys 60.
Al principi els equips van ser fabricats per Speed Check Services, d'on va agafar el seu nom en anglès, SPECS. És un dels sistemes utilitzats en la campanya de reforç sobre el límit de velocitat en el Regne Unit. La firma Speed Check Services va ser adquirida per Vysionics el 2010.
Les càmeres SPECS van ser introduïdes al Regne Unit el 1999.

## Sobre les càmeres SPECS
Les càmeres anomenades SPECS funcionen com a conjunts de dues o més càmeres instal·lades al llarg d'una ruta fixa que pot tenir des de 200 metres (660 peus) fins a 10 quilòmetres (6,2 milles) de longitud. Fan ús un reconeixement automàtic de número de matrícula (ANPR) per gravar la matrícula frontal d'un vehicle a cada lloc de càmera fixa. Com que es coneix la distància entre aquests llocs, la velocitat mitjana es pot calcular dividint-la pel temps que triga a viatjar entre dos punts. Les càmeres utilitzen fotografia infraroja, cosa que els permet funcionar tant de dia com de nit.
El disseny del sistema és tal que les càmeres només poden funcionar per parelles, cada parell només pot controlar un carril d'una carretera de diversos carrils. Per tant, almenys en teoria, és possible escapar de la detecció canviant de carril entre les càmeres d'entrada i de sortida, ja que la sortida serà capturada per la càmera de sortida d'un parell diferent. Tanmateix, en realitat, les autoritats són capaços de derrotar fàcilment aquesta tàctica disposant que dos o més parells de càmeres tinguin àrees de supervisió de supervisió. Com que el conductor no pot dir quines càmeres són "d'entrada" i quines de "sortida", ja que semblen idèntiques, no pot dir on canviar de carril per escapar de la detecció..
El sistema té una altra deficiència en el fet que, com que les càmeres només llegeixen la matrícula davantera d'un vehicle, les motocicletes amb velocitat escapen de la detecció perquè no tenen matrícula davantera per llegir
Les càmeres estan sovint pintades de groc i al Regne Unit se les ha donat el sobrenom de 'yellow vultures' (voltors grocs).

## Incidents
El febrer de 2007 una carta bomba va explotar en l'administració de Speed Check Services Limited, formant part del que es creu que va ser un atac a les organitzacions relacionades amb el test d'ADN i el control del transport en carretera.

## Sistemes utilitzats en diferents països
Alguns dels sistemes similars utilitzats en diferents països:
- Trajectcontrole (Països Baixos, primer país per utilitzar "control de velocitat mitjana per tram")
- Odcinkowy pomiar prędkości (Polònia)
- Control de secció (Àustria)
- Tutor o Tutor de Seguretat (Itàlia)
- Segur-T-Lleva (Austràlia)
- Trajectcontrole (Bèlgica)